# Roligheten
Roligheten är en ort i Kärrbo socken i Västerås kommun, Västmanlands län, cirka 13 km sydöst om Västerås. Före 2015 utgjorde den en separat småort för att därefter ingå i tätorten Harkie.